# Jerzy Kroh
Jerzy Kroh (ur. 28 sierpnia 1924 w Warszawie, zm. 15 lutego 2016) – polski chemik, profesor nauk chemicznych, twórca łódzkiej szkoły chemii radiacyjnej, rektor Politechniki Łódzkiej (1981–1987), członek rzeczywisty PAN.

## Życiorys
W czasie okupacji hitlerowskiej uczeń tajnych kompletów I Państwowego Gimnazjum i Liceum im. Stefana Batorego w Warszawie (matura w 1942). W roku 1947 ukończył studia chemiczne na Politechnice Łódzkiej. Otrzymał stopień doktora w Polsce w roku 1950, a także w Anglii w roku 1960, na Leeds University. Tytuł profesora nauk chemicznych uzyskał w roku 1963. Przez 32 lata (1962–1994) kierował stworzonym przez siebie Międzyresortowym Instytutem Techniki Radiacyjnej (początkowo katedrą). W latach 1981–1987 pełnił funkcję rektora Politechniki Łódzkiej. W latach 1996–1998 był wiceprezydentem Łodzi ds. nauki i edukacji. Jest autorem lub współautorem około 400 publikacji naukowych i kilkunastu książek.
Doktor honoris causa Uniwersytetu w Leeds i University of Strathclyde w Wielkiej Brytanii, Uniwersytetu w Pawii we Włoszech, a także Politechniki Łódzkiej. Odznaczony m.in. Krzyżem Kawalerskim i Komandorskim Orderu Odrodzenia Polski, cesarskim japońskim Orderem Srebrnej i Złotej Gwiazdy oraz Medalem im. Jędrzeja Śniadeckiego (2000). Był członkiem honorowym Royal Society of Edinburgh hFRSe, członkiem rzeczywistym Polskiej Akademii Nauk (od 1986), członkiem honorowym Łódzkiego Towarzystwa Naukowego.
Wybrane publikacje książkowe:
- Kalorymetria w badaniach radiacyjnych. Warszawa: Polska Akademia Nauk. Instytut Chemii Fizycznej, 1974.
- Mikrochemiluminescencja soli sodowej chloryloaminy kwasu benzenosulfonowego. Łódź: Łódzkie Towarzystwo Naukowe, 1953.
- Nieaddytywne procesy radiacyjne w ciekłych organicznych mieszaninach. Łódź: Państwowe Wydawnictwo Naukowe, 1969 (współautor Stefan Karolczak).
- Procesy elektronowe w chemii radiacyjnej. Łódź: Państwowe Wydawnictwo Naukowe, 1971.
- Stan obecny oraz perspektywy rozwoju chemii i technologii radiacyjnej w Polsce. Instytut Chemii i Techniki Jądrowej, 2000.
- Technika radiacyjna: praca zbiorowa, koordynator Jerzy Kroh. Warszawa: Wydawnictwo Naukowo-Techniczne, 1971.
- Wolne rodniki w chemii radiacyjnej. Warszawa: Państwowe Wydawnictwo Naukowe, 1967.
- Wybrane zagadnienia chemii radiacyjnej, praca zbiorowa pod red. Jerzego Kroh. Warszawa: Państwowe Wydawnictwo Naukowe, 1986. ISBN 83-01-05678-9.
- 50 lat chemii radiacyjnej w Politechnice Łódzkiej. "Zeszyty Historyczne Politechniki Łódzkiej". 2013 nr 14, s. 1-109 (współautor).

Publikacje autobiograficzne:
- Moje życie i chemia radiacyjna: od II do III Rzeczypospolitej, Warszawa: Fundacja Badań Radiacyjnych, 1999. ISBN 83-87202-72-X.
- Moje naukowe podróże, Łódź: Międzyresortowy Instytut Techniki Radiacyjnej, Politechnika Łódzka, 2005.